# Волф, Ваутер
Ваутер Волф (нидерл. Wouter Wolff; род. 1999) —  нидерландский шашист, неоднократный победитель и призёр молодёжных чемпионатов мира, Европы и Голландии.

## Биография
Родился 30 июля 1999 года. С детства занимался шашечным спортом.
В 2011 году добился первых успехов —  2-е место на юношеском чемпионате страны в блице (уступил лишь Стейну Овериму) и 3-е  место на блиц-чемпионате среди юниоров (поделено с Дэймоном Винтером).
Участник чемпионата Европы по международным шашкам 2014 в блице (50-е место среди 64 участников), первенств Европы по международным шашкам среди мужчин 2014    (25) и  2016 годов   (13-е место в рапиде).
В 2017 году дебютировал на чемпионате мира в Таллине (победил в 3-м полуфинале, в финале занял 8-е место).